# Ралф Уолдо Емерсън
Ралф Уолдо Емерсън (на английски: Ralph Waldo Emerson) е американски мислител и писател, чиято философска проза граничи с поезия, основоположник на движението трансцендентализъм, посветил живота си на борбата за утвърждаване на индивидуална свобода – днес считана за типична черта на американския характер и основно човешко право. Емерсън се ангажира и с движението срещу робството. Изказва се и по въпроса за правата на жените.

## Биография
Ралф Уолдо Емерсън е роден в Бостън, Масачузетс в семейство на потомствени свещеници. Завършва Харвард, макар че не се проявява като добър студент – често е небрежен, закъснява и не проявява голямо усърдие. По-късно той ще узрее и ще докаже, че е един от малкото истински оригинални умове в историята на американската мисъл. През 1829 г. Емерсън се жени за 17-годишната Елън Луиза Тъкър, която умира от туберкулоза две години по-късно. През 1830 г. е назначен за свещеник във Втора унитарианска църква в Бостън. След три години работа Емерсън разбира, че интересите му са съвсем различни от официалните му задължения и напуска. През целия си живот обаче не престава да бъде учител и проповедник, воден от почти религиозно усещане за мисия.
През 1832 г. Емерсън пътува из Европа. Среща се с Уилям Уърдсуърт, Самюел Тейлър Колридж и Томас Карлайл, с които си кореспондира в продължение на половин век. Английският писател Алджернън Чарлз Суинбърн (1837 – 1909) не споделя възхищението на именитите си сънародници и нарича Емерсън „маймун, издигнал се върху раменете на Карлайл, който фучи и плюе от мръсната платформа на собствените си нечистоплътни прозрения“. Обаче английският литературен критик Матю Арнолдс е на противоположното мнение. Той твърди, че най-важните произведения през 19 век са поезията на Уърдсуърт в Англия и есетата на Емерсън в Америка. След завръщането си от Европа Емерсън изнася лекции по естествени науки, биология и история. През 1835 г. се жени за Лидия Джексън и двамата заживяват край Конкорд, Масачузетс, където Емерсън остава до края на живота си.
Първата и най-известна книга на Емерсън – „Природата“ (1836), е неголям сборник от есета, които прекрасно обобщават идеите му. Емерсън пламенно защитава индивидуализма и отхвърля традиционните авторитети.
След една лекция пред колежа по теология в Харвард (1838), в която обвинява църквата, че се държи така, „сякаш Бог е мъртъв“ и с догмите си задушава човешкия дух, на Емерсън е забранено да стъпва в Харвард в продължение на 30 години, но посланието му привлича множество млади хора. През 1840 г. Емерсън помага на Маргарет Фулър да започне издаването на „The Dial“ („Циферблат“) – списание-форум за нови идеи. През 1841 г. Емерсън публикува сборник с есета и лекции под название „Есета“. Следват „Есета – продължение“ (1844) и „Видни хора“ (1850). В тези творби Емерсън насърчава читателите да се доверят на интуицията си, да използват потенциалните си възможности, да търсят в природата извор на вдъхновение и истина и да открият автентичното в себе си. През 1850-те започва да става популярен като лектор, а есетата му носят приход, макар и неголям.
Като есеист Емерсън е майстор на стила. Много от фразите, използвани за пръв път от него, навлизат в английския език, като например „малцинство от един“, „адвокат на дявола“, „глупавата последователност обсебва дребните души“. Есетата му са като речи, а тонът им е пророчески. Целта на Емерсън не е просто да очарова читателите и слушателите си, но да ги накара да повярват в собствените си таланти, да станат такива, каквито трябва да бъдат, и да овладеят интуитивния начин за добиване на познания. Емерсън насърчава американските учени да се освободят от европейското влияние и да създадат нова, американска култура. Едно от най-известните му есета е „Самоувереност“ (1841). В него той пише:
| „ | В живота на всеки образован човек идва време, когато той стига до заключението, че завистта е невежество, че имитацията е самоубийство, че човек трябва да се приеме – за добро или зло – такъв, какъвто е.... Добродетелите са по-скоро изключение, отколкото правило.... Моят живот си е за мен самия, той не е спектакъл. Няма разлика дали върша или се въздържам от действия, считани за прекрасни. Смело кажете това, което си мислите още сега, а утре смело кажете онова, което ще си помислите утре, дори да е в противоречие с днешното. „А, но няма ли да бъдем погрешно разбрани?“ Толкова ли е лошо, питам аз, да бъдете разбрани погрешно? Питагор е бил разбиран погрешно, и Сократ, и Исус, и Коперник, и Нютон. И всеки чист и мъдър дух. Да бъдеш велик, означава да бъдеш погрешно разбран.... Вярвай в себе си – всяко сърце вибрира при звука на тази метална струна. Приеми мястото, отредено за теб от божественото провидение, приеми връзките между събитията.... Гласовете, които чуваме в самота, затихват, щом навлезем в света. Обществото навсякъде е в заговор срещу човечеството в лицето на всеки един от членовете му. Обществото е акционерно дружество, в което участниците се договарят с цел осигуряване хляба на всеки акционер, да подчинят свободата и културата на интереса. Най-търсената добродетел се оказва конформизмът. А конформизмът не търпи реалности и съзидатели, той предпочита имена и навици.... Великият човек е този, който и насред тълпата запазва своята независимост и самота. | “ |

През 1855 г. Емерсън получава по пощата тънка книжка с поезия, озаглавена „Стръкчета трева“ („Leaves of grass“), от поет, за когото никога не е чувал. Той е възхитен от нестандартните стил и теми. Написва окуражително писмо до този неизвестен поет, който се оказва Уолт Уитман – днес световноизвестен. По-късно се срещат и Уитман е много благодарен на Емерсън за подкрепата, тъй като от десетките поети, писатели и общественици, на които е разпратил поезията си, единствен Емерсън, с безпогрешния си нюх към истински оригиналното, му е отговорил. В началото на 1870-те Емерсън постепенно се оттегля от публични изяви.
Умира от пневмония на 27 април 1882 г. в Конкорд. Погребан е до Хенри Дейвид Торо – негов ученик и сподвижник, починал на 45-годишна възраст през 1862 г.

## Произведения

### Сборници
- Essays: First Series (1841)
Самоувереност, изд.: Кибеа, София (2002), прев. Ина Мерджанова
Свръхдушата, изд.: Сиела, София (2014), прев. Албена Бакрачева
- Essays: Second Series (1844)
- Poems (1847)
- Nature, Addresses and Lectures (1849)
- Representative Men (1850)
- English Traits (1856)
- The Conduct of Life (1860)
- May Day and Other Poems (1867)
- Society and Solitude (1870)
- Letters and Social Aims (1876)